# Réserve naturelle orientée de Monte Rotondo
La réserve naturelle orientée de Monte Rotondo est un espace naturel protégé créé dans les Abruzzes en 1982, dans la province de L'Aquila,.

## Territoire
La réserve naturelle orientée est située dans les communes de Bussi sul Tirino, Castiglione a Casauria, Corfinio, Popoli et Tocco da Casauria.  L'ensemble de la zone comprend des zones appartenant au parc national du Gran Sasso e Monti della Laga. 
La réserve a été créée par arrêté ministériel de l'agriculture et de la forêt du 18 octobre 1982 en tant que réserve naturelle domaniale orientée. Avec la loi no 394 de 1991,  elle a été incluse dans le territoire du parc national de la Majella. 
Le 21 mai 1992, elle a été reconnue dans le cadre de la directive Habitats comme site d'importance communautaire (directive 92/43/CEE) et zone de protection spéciale (directive 79/409/CEE).

## Flore

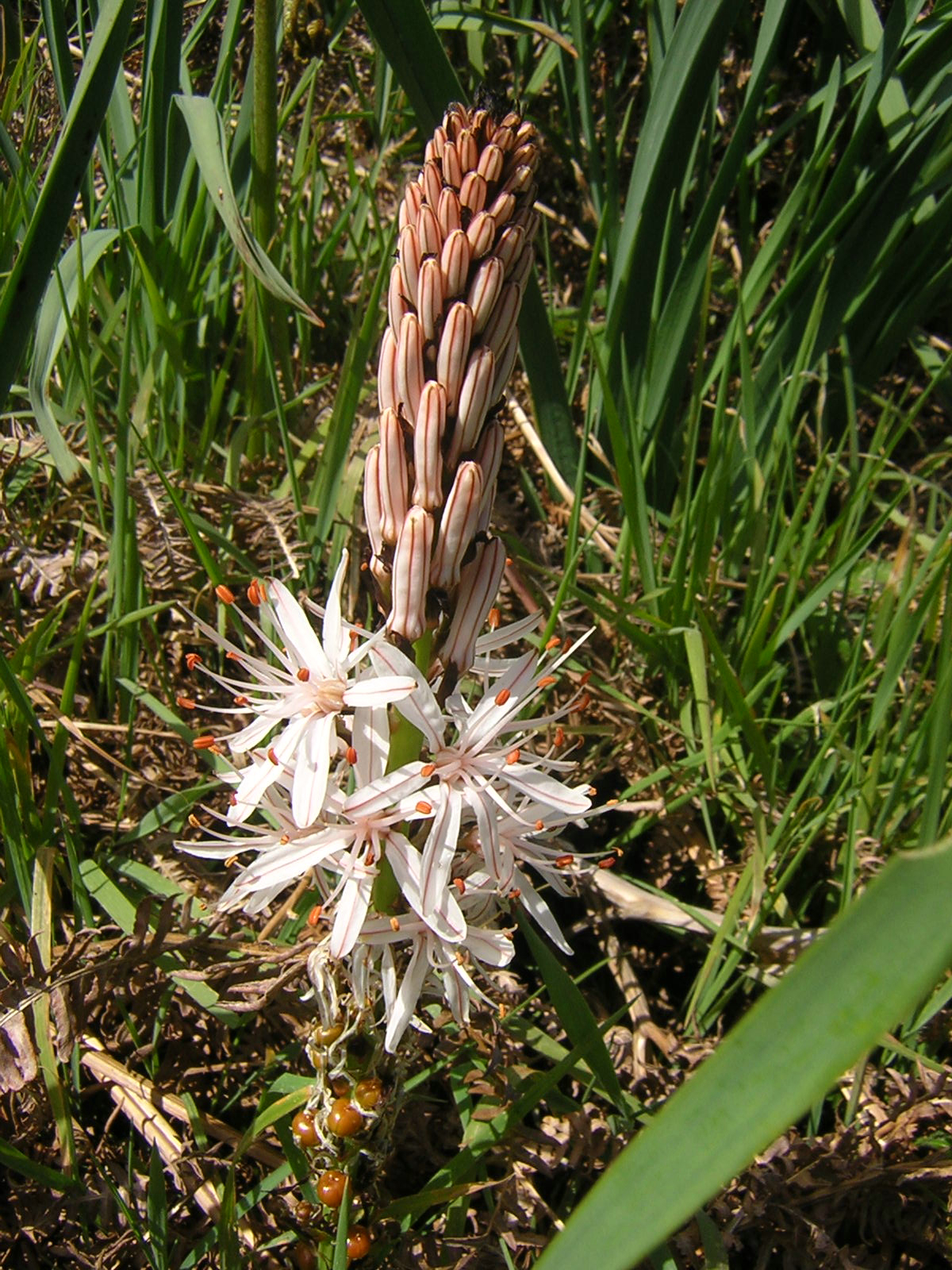
Asphodèle d'Arrondeau.

Compte tenu de son extension et de son dénivelé, la flore de la réserve comprend de nombreuses variétés de plantes arboricoles, herbacées et florales, dont certaines sont issues du reboisement. Parmi les plantes arboricoles, on retrouve des espèces de sapin argenté, d'épicéa commun, d'érable de Montpellier, de houx, de micocoulier de Provence, de buis, de charme-houblon, de cèdre, de chêne de Turquie,  d'arbre de Judée, d'amélanchier, de cyprès… , tandis que parmi les plantes herbacées et florales, on trouve des espèces d'asphodèle d'Arrondeau, de germandrée petit-chêne, de clématite flammette, de cyclamen printanier, de brome dressé, de lys rouge , d'ophrys guêpe, de pivoine sauvage et de dauphinelle fendue.

## Faune

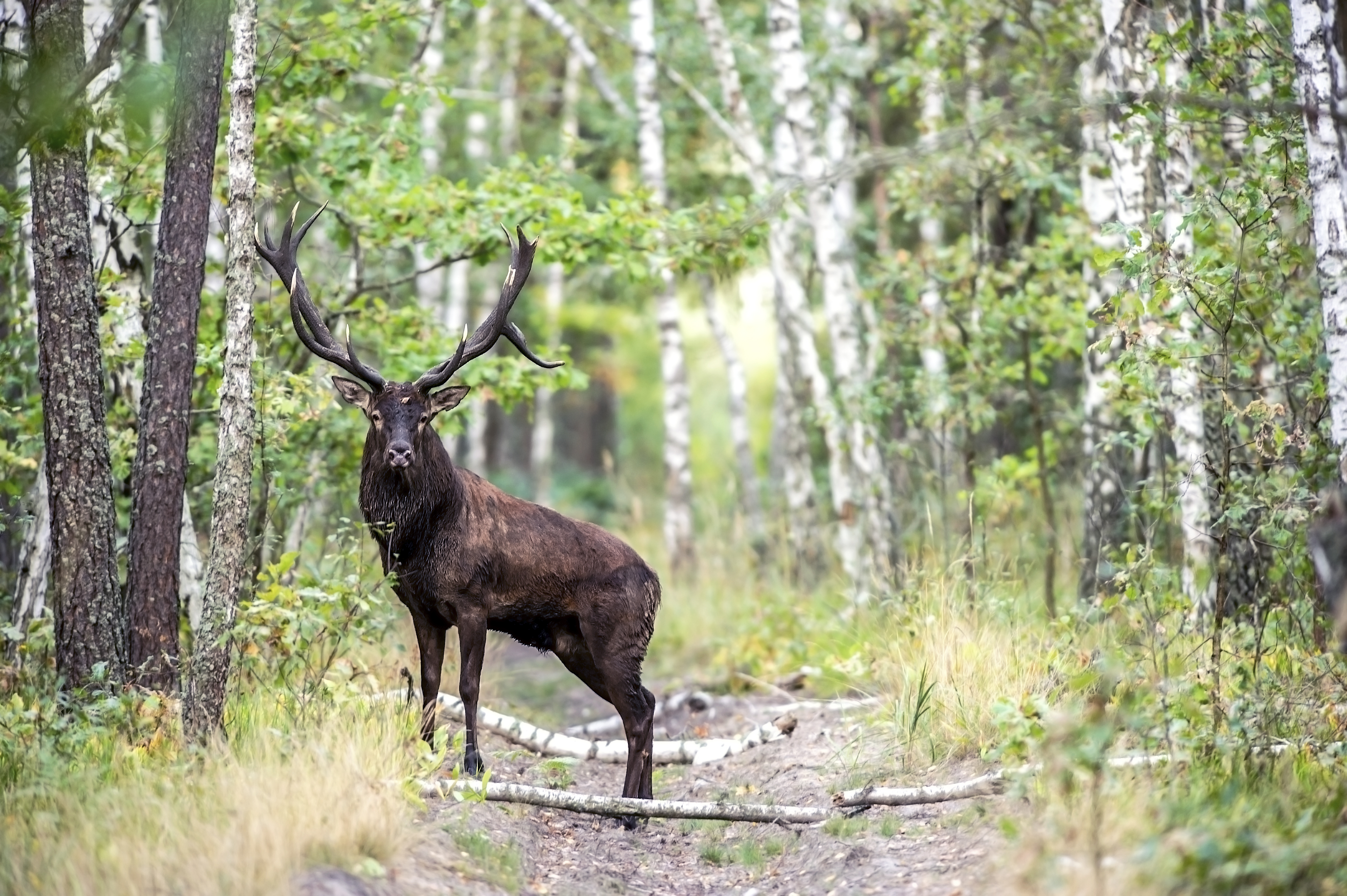
Le cerf élaphe.

La faune est diversifiée, comprenant, pour les grands et petits mammifères, des espèces de chevreuil, de cerf élaphe (symbole de la réserve), de sanglier, de chat sauvage, de loup des Apennins, de martre et d'ours brun marsicain, tandis qu'il existe de nombreux oiseaux, tous deux de proies et autres de tailles petite, moyenne et grande, avec des espèces d'aigle royal, d'autour des palombes, de pie-grièche écorcheur, de gobemouche à collier, de faucon pèlerin, de chocard à bec jaune, de crave à bec rouge… Parmi les reptiles, dans les zones chaudes, on trouve la couleuvre à quatre raies. Les invertébrés sont principalement représentés par le Parnassius apollo, une espèce rare de papillon.

## Galerie

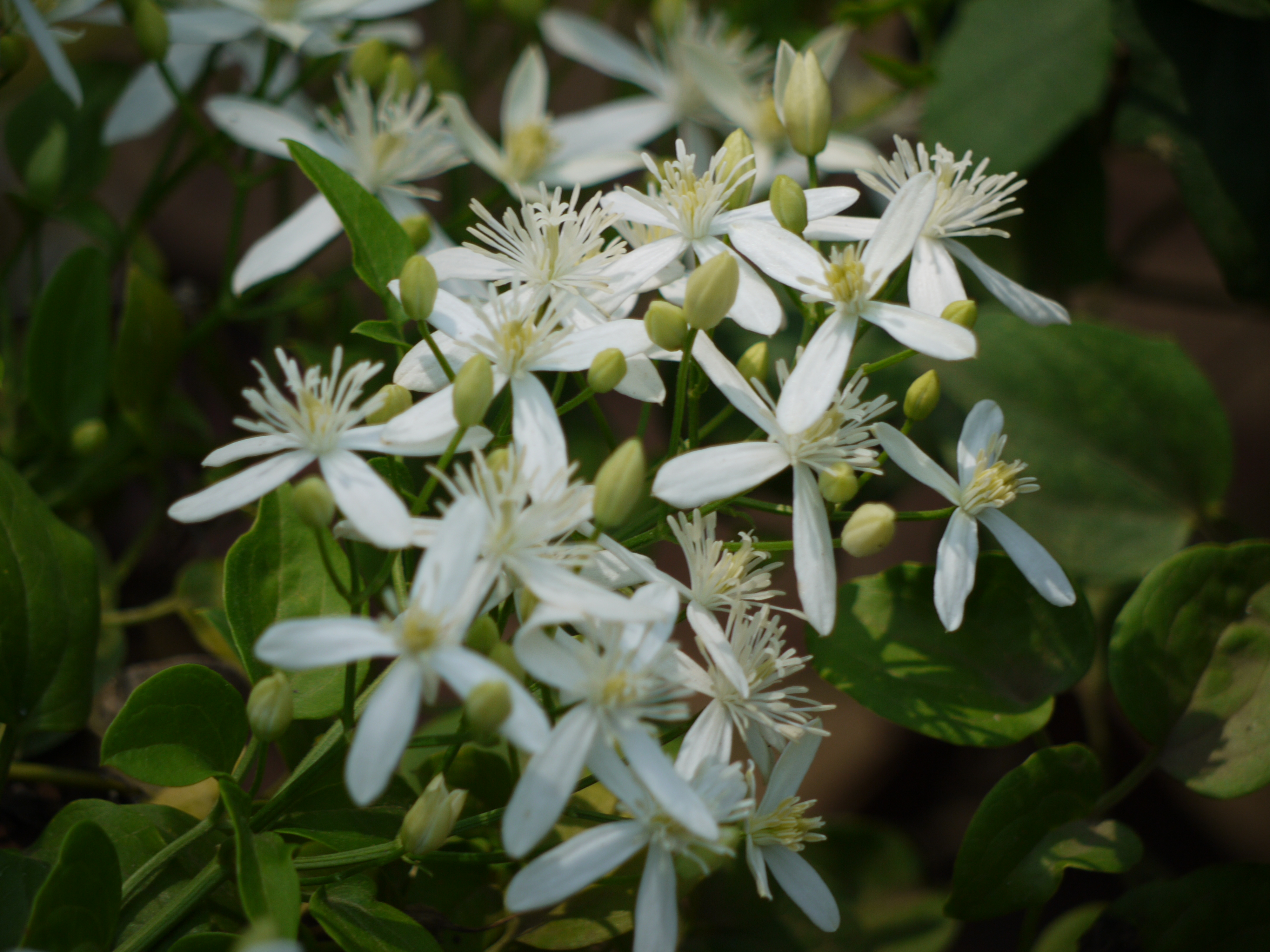
La clématile flammette.
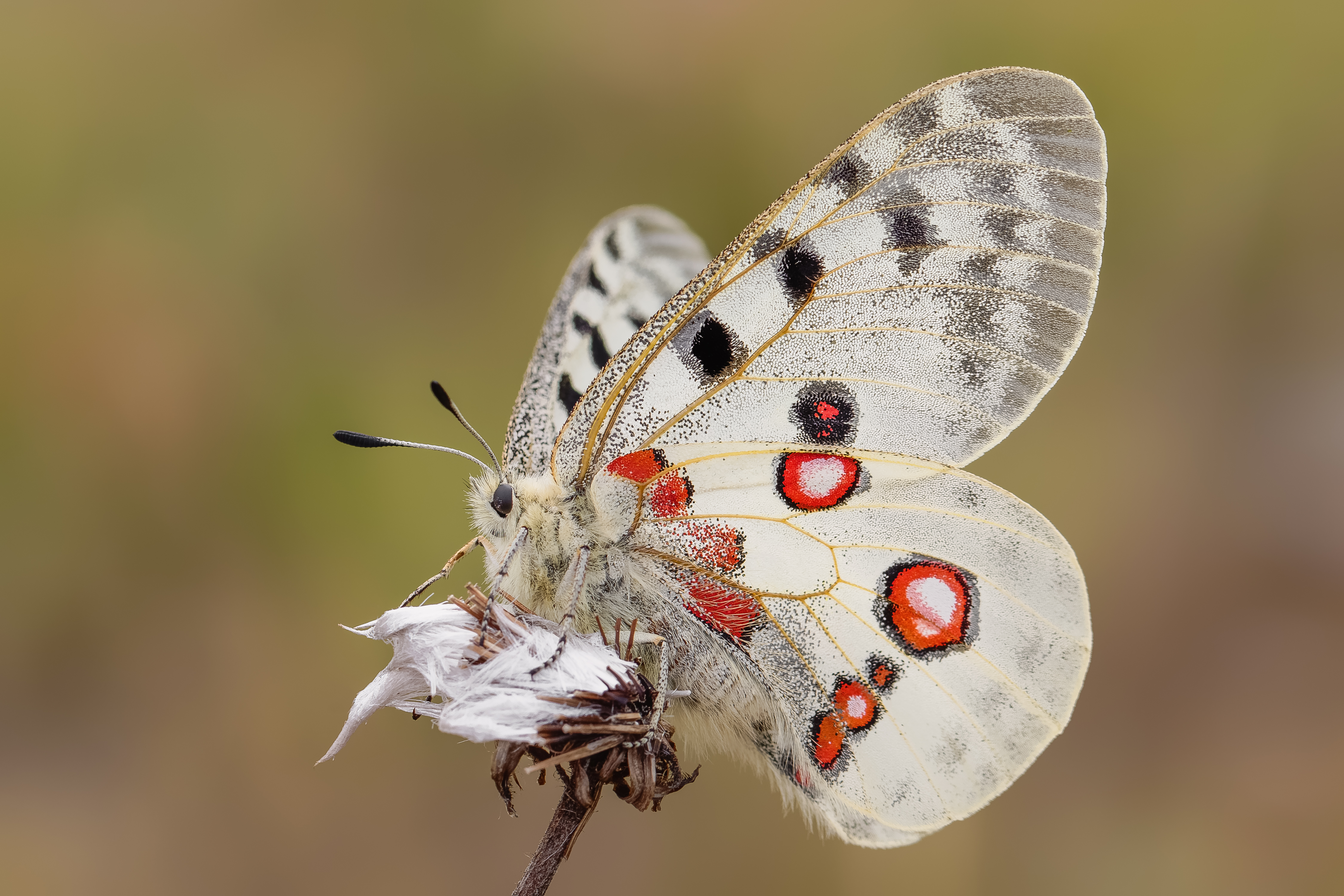
La papillon Apollon.